# Abu Hurejra
 Abu Hurejra (Tell Abu Hurejra) – mezolityczne i neolityczne stanowisko archeologiczne położone na płaskowyżu na zachodnim brzegu Eufratu w zachodniej Mezopotamii. Stanowisko zajmuje tell o powierzchni 11,5 ha. 
Abu Hurejra dostarczyła archeologii znalezisk, które dokumentują początki rolnictwa – okres przejścia od zbieractwa do uprawy zbóż. Obecnie stanowisko leży pod wodami sztucznego zbiornika Al-Asad, powstałego po wybudowaniu tamy Tabqa. Tell został przebadany w latach 1972–1973 przez brytyjskich archeologów Andrew Moore'a i Gordona Hillmana.
Całoroczna osada została założona około 11 500 p.n.e. przez ludność kultury natufijskiej w miejscu, w którym kończył się szlak migracyjny gazeli. Pierwszą osadę tworzyły koliste szałasy zagłębione w grunt i nakryte kawałkami drewna i gałęzi. Początkowo obozowisko zamieszkiwało kilka rodzin w kolistych półziemiankach, jednak już około 8 000 p.n.e., z powodu nowatorskich form zdobywania żywności, liczba mieszkańców wzrosła do czterystu a w zabudowie zaczęły dominować koliste domy budowane w pełni na powierzchni ziemi.Abu Hurejra stała się wtedy największą osadą na Bliskim Wschodzie. Mieszkańcy osady zajmowali się łowiectwem (szczególnie gazeli) i zbieractwem dziko rosnących zbóż. Około 9 500 p.n.e. mieszkańcy osady zapoczątkowali świadomą uprawę zbóż, stając się tym samym pierwszymi rolnikami na Bliskim Wschodzie. Znaleziono ślady potwierdzające udomowienie żyta, trzech odmian pszenicy i dwóch jęczmienia. Osada została opuszczona około 5 900 p.n.e.
Na stanowisku archeologicznym badacze znaleźli zwęglone szczątki roślin. Grupa archeologów, w której skład weszli Gordon Hillman, Susan Colledge oraz David Harris poddała analizie próbki nasion, z których wyselekcjonowano 157 gatunków wykorzystywanych przez mieszkańców osady. Naukowcom udało się zidentyfikować rośliny i podzielić na kategorie. Część obejmowała nasiona przeznaczone do bezpośredniego spożycia; inne (z rodziny motylkowatych) zawierały substancje toksyczne, jednak mogły podlegać stosunkowo łatwej obróbce, która pozwalała usunąć niebezpieczne składniki. Ostatnia kategoria dotyczyła gatunków roślin, z których pozyskiwano substancje do wyrobu barwników czy lekarstw. Wszystkie te dane pozwoliły archeologom wyciągnąć wniosek, że nawet najstarsze społeczności osiadłe posiadały szeroką wiedzę dotyczącą roślin i ich możliwych zastosowań, oraz że zbieracze nasion ściśle selekcjonowali gatunki przez nich wykorzystywane.